# Engrisch

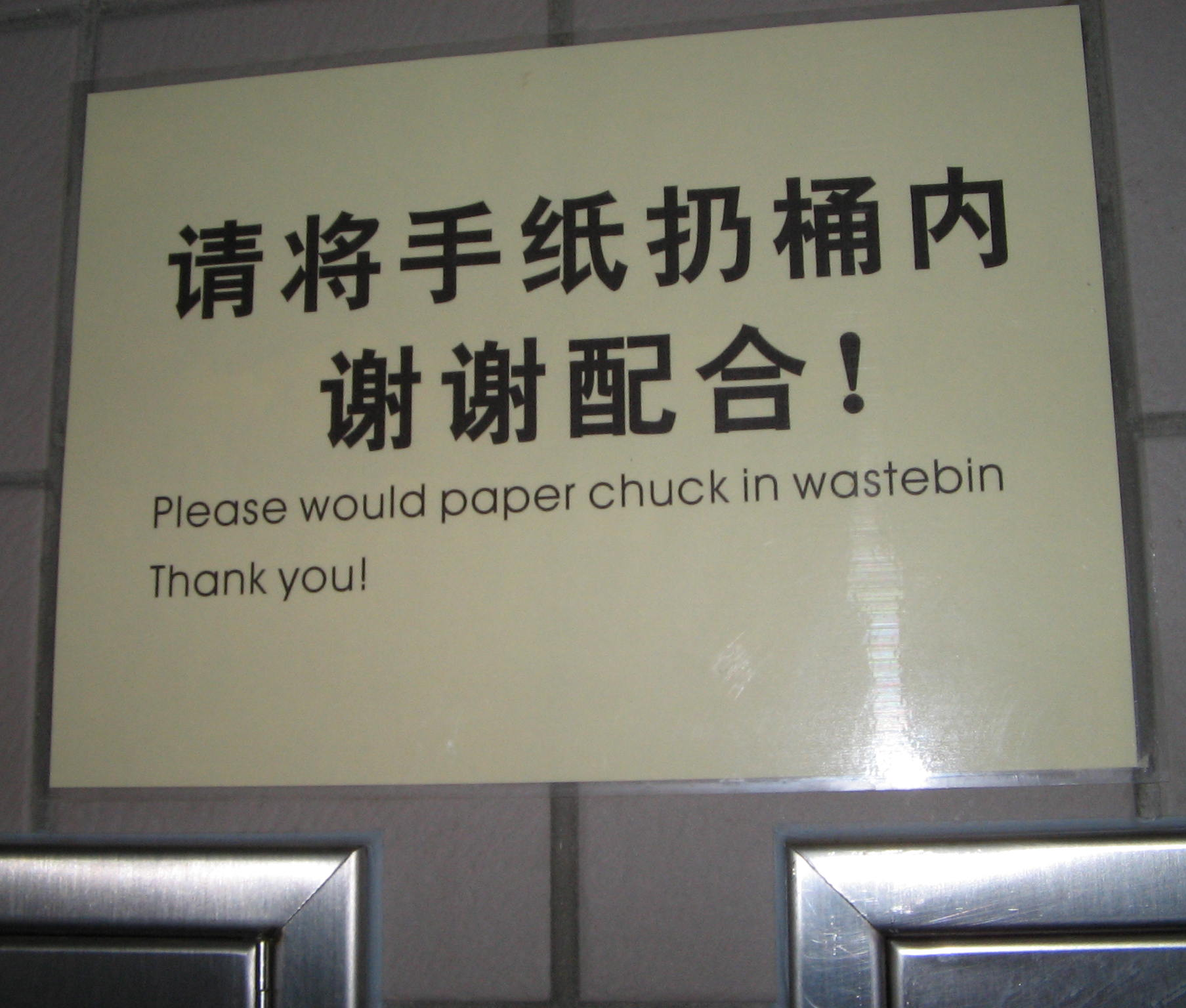
Schild in einer Toilette in Shanghai: „Bitte würden Papierschmeiß in Mülleimer – Danke!“

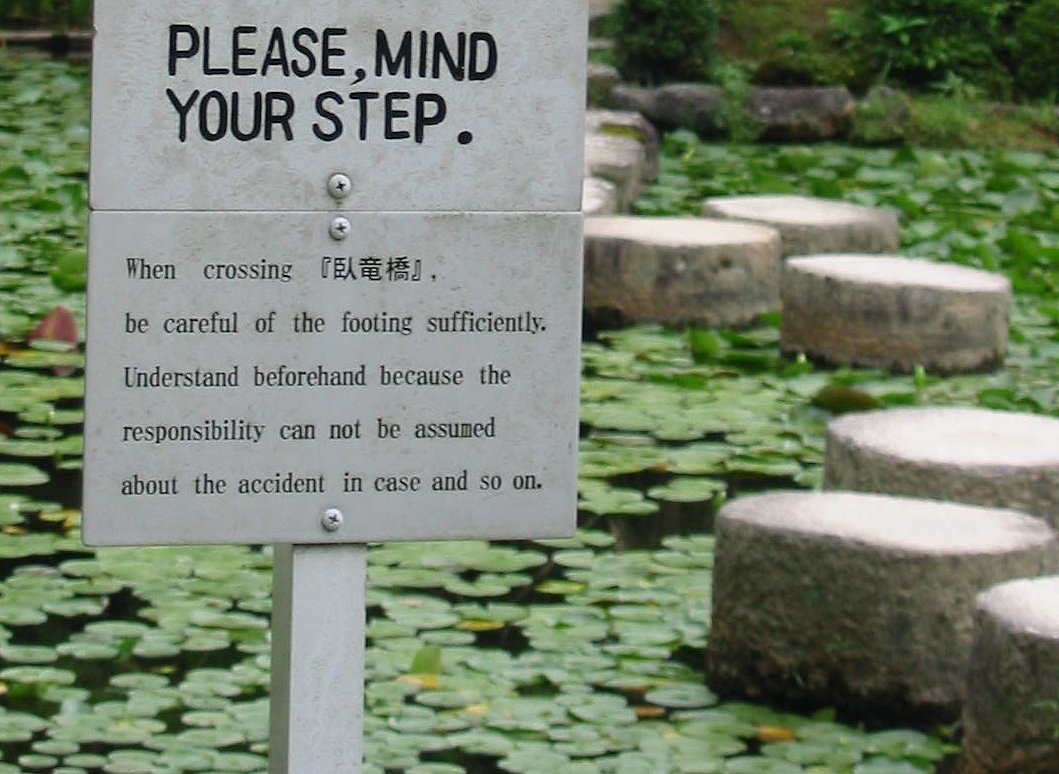
Warnhinweis im Tempelgarten in Kyōto: „Verstehe vorher weil die Verantwortung nicht übernommen werden kann über den Unfall im Falle und so weiter.“

Engrish ist die leicht humoristische Bezeichnung für insbesondere von Asiaten verwendetes fehlerhaftes Englisch. Häufig bezieht sich der Begriff Engrish auf syntaktisch und/oder orthographisch nicht korrekte englischsprachige Schlagwörter oder Sätze. Nicht selten werden besonders in Japan englischsprachige Sätze (und zunehmend auch die wohl noch exotischer wirkenden griechischen Buchstaben) z. B. in der Werbung und Populärkultur als Gestaltungselement benutzt und oft unverstanden falsch niedergeschrieben. Die Entstehung von lautmalerischen Fehlern ist durch die von dem lateinischen Alphabet unterschiedlichen Schriftsysteme begünstigt. Ein anderes Beispiel sind Hong-Kong-Schwarzkopien japanischer Zeichentrickfilme (Animes), die dort oft sehr schlechte, nur entfernt an Englisch erinnernde Untertitel erhalten haben, weil jemand mit guten Japanisch-, aber schlechten Englischkenntnissen hastig übersetzt hat. Eine Herausforderung, die wiederum zum Reiz beiträgt (Trashfaktor).
Das Wort Engrisch selbst spielt auf den Umstand an, dass Menschen aus Ostasien beim Umgang mit der englischen Sprache in Wort und Schrift häufig die Buchstaben R und L verwechseln, die phonetisch nahe beieinander liegen: in einer Reihe ostasiatischer Sprachen, wie der japanischen, koreanischen, einigen chinesischen und regional der thailändischen, gibt es die Buchstaben R und L als solche nicht. Es gibt in diesen Sprachen jeweils nur einen Laut aus diesem Phonem-Raum (dieser Laut ist allerdings in den betreffenden Sprachen nicht notwendigerweise der gleiche). Weil Sprecher solcher Sprachen daher normalerweise keinen Umgang mit den Phonemen R und L haben, ist es für sie meist nicht nötig und daher infolge mangelnder Übung auch nicht möglich, sie auseinander zu hören oder den betreffenden Laut westlicher Sprachen korrekt auszusprechen.

## Fehlbildungen

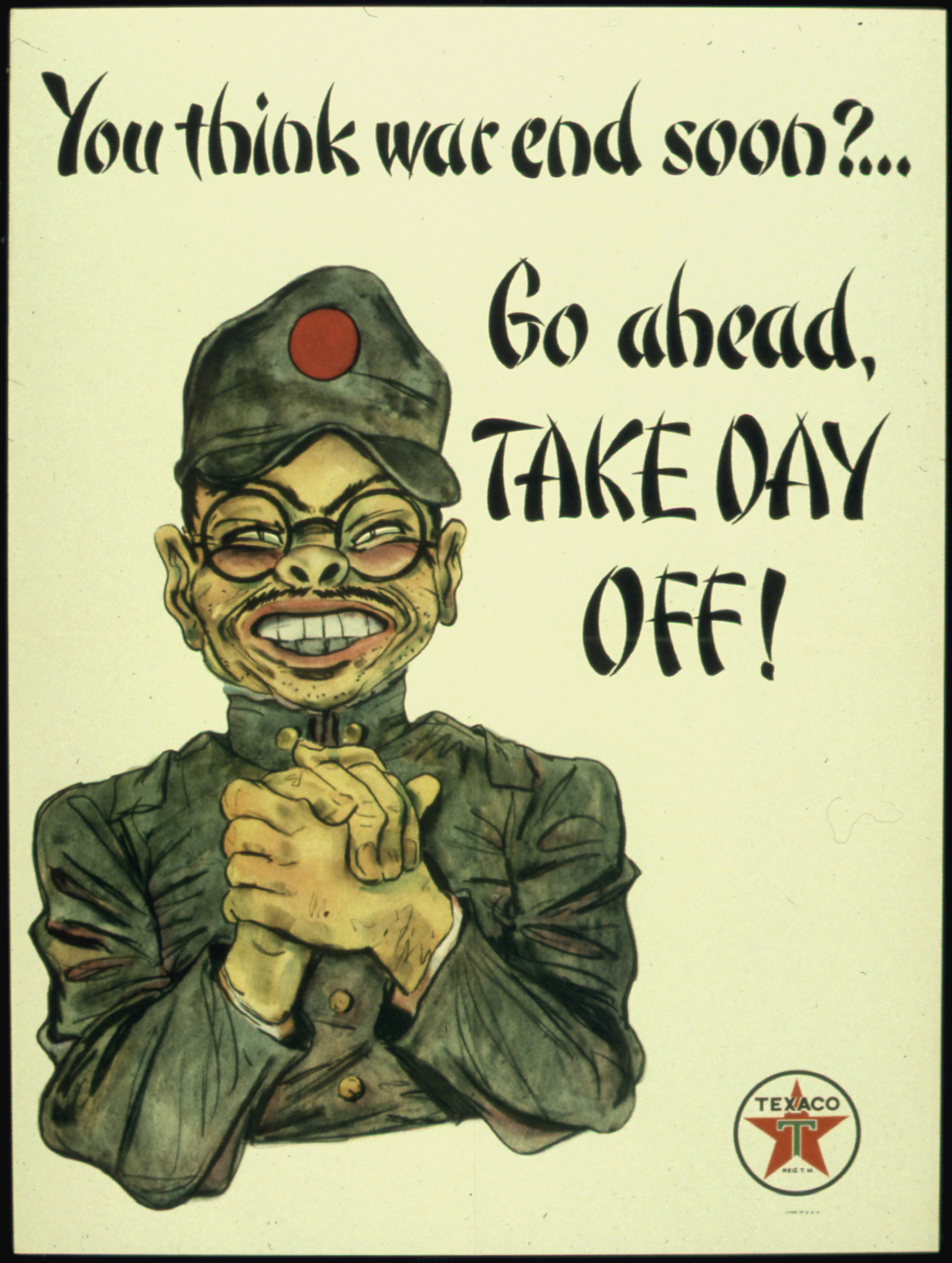
Antijapanisches (rassistisches) Propaganda-Plakat während des Zweiten Weltkriegs mit absichtlichen Fehlern

Vor dem Hintergrund der Phonemgleichheit kommt es häufig zur fehlerhaften Niederschrift von englischen Wörtern, wobei eine Verwechslung von R und L für sich genommen der häufigste, aber keineswegs der einzige Lautfehler ist. Andere Beispiele sind konzeptueller Art, wie bei Wörtern, die in jeweils einer Bedeutung Eins-zu-eins-Übersetzungen sind, im gewählten Kontext aber zu krassen und komischen Bedeutungsverschiebungen führen.
Neben der Wortwahl finden sich zahlreiche Beispiele, in denen die grammatischen Konzepte der englischen Sprache fehlerhaft angewendet werden. So besitzen die meisten asiatischen Sprachen keine Artikel für Definit/Indefinitbildung (ein Wort, das Wort, (-) Worte), teils wird auch die Mehrzahlbildung vergessen, und die Konjugation und Satzstellung von Verben (Vergangenheitsform, Verlaufsform, indirekte Rede) wird teils ebenso sinnentstellend übertragen.
Ein bekanntes Beispiel für einen engrishen Satz ist All your base are belong to us (All Ihre Stützpunkt sind gehören uns). Engrishe Wörter und Satzfetzen werden gerne von englischsprachigen Asien-Touristen und Expats untereinander ausgetauscht, mitunter auch spaßeshalber absichtlich benutzt. Ein Hinweis auf die betreffenden Fehler gegenüber den „Engrish sprechenden“ Asiaten führt dagegen fast immer zu einer unverzüglichen Korrektur.

Ein englisch-pseudojapanisches Logo, bei dem vermutlich japanische Katakana mit dem lateinischen Alphabet verwechselt wurden. Dort steht: ユホノヤナト　ホチヤノマホモ　マニ　ハユハノヤモユ, was keinen erkennbaren Sinn in der japanischen oder englischen Sprache ergibt.

Das europäische Äquivalent zu Engrish, also von Ostasiaten gemachten Fehlern in Übersetzungen aus ostasiatischen Sprachen ins Englische, wären von Europäern gemachte Fehler in Transkriptionen oder Übersetzungen aus europäischen Sprachen ins Chinesische oder andere ostasiatische Sprachen.
Das Äquivalent zu Denglisch, also [pseudo]englischen Wörtern als Teil des Deutschen, wären dagegen [pseudo]englische Wörter als Teil von ostasiatischen Sprachen (beispielsweise das Wort „handeupon“ (Handy) in der koreanischen Sprache, vgl. Konglish, oder im Japanischen eine Reihe von wasei-eigo-Wörtern), wobei Deutsch wesentlich enger mit Englisch verwandt ist als Chinesisch, Koreanisch oder Japanisch, so dass viele englische Wörter bereits eine leicht nachvollziehbare Verwandtschaft/gemeinsame Etymologie mit deutschen Wörtern aufweisen, mit einer Reihe von false friends.